# Borger (Teksas)
Borger je grad u američkoj saveznoj državi Teksas. Prema popisu stanovništva iz 2010. u njemu je živjelo 13.251 stanovnika.